# Walter Blankenburg
Walter Blankenburg (* 31. Juli 1903 in Emleben bei Gotha; † 10. März 1986 in Schlüchtern) war ein deutscher evangelischer Pfarrer, Kirchenmusikdirektor und Musikwissenschaftler, der sich in zahlreichen Veröffentlichungen mit Fragen der Liturgik, der Hymnologie, der geistlichen Musik des Vor- und Frühbarock, vor allem aber mit dem Werk Johann Sebastian Bachs beschäftigte.

## Leben
Walter Blankenburg wuchs in einem Pfarrhaus auf. Als Sohn eines Pfarrers  studierte er ebenfalls evangelische Theologie, daneben Geschichte und Musikwissenschaft in Rostock, Tübingen, Göttingen, Freiburg und Berlin. Im Jahr 1943 promovierte er in Göttingen mit einer Dissertation über Die innere Einheit von Bachs Werk. Während seines Studiums wurde er Mitglied im Rostocker (1922) und Erlanger Wingolf.
Er gehörte von 1939 bis 1949 zum Vorbereitungsausschuss für das Evangelische Kirchengesangbuch. Von ihrer Gründung 1947 bis zu seiner Emeritierung 1968 war er Direktor der Kirchenmusikschule Schlüchtern der Evangelischen Kirche von Kurhessen-Waldeck, bis 1973 Landeskirchenmusikdirektor. Von 1949 bis 1968 leitete er die Direktorenkonferenz der evangelischen kirchenmusikalischen Ausbildungsstätten in Deutschland und prägte das moderne Berufsbild des Kirchenmusikers mit. Von 1941 bis 1981 war Blankenburg Schriftleiter der Zeitschrift Musik und Kirche. 1976 gründete er mit Renate Steiger die Internationale Arbeitsgemeinschaft für theologische Bachforschung. 1962 erhielt er die theologische Ehrendoktorwürde der Universität Marburg.
Bei seinen musikwissenschaftlichen Arbeiten ging es ihm besonders darum, die Entsprechung von Form und Botschaft und damit den Komponisten als Verkünder des Evangeliums erkennbar zu machen.
Blankenburg gehörte zur Evangelischen Michaelsbruderschaft.

## Würdigung
Die Evangelische Kirche von Kurhessen-Waldeck verleiht die Walter-Blankenburg-Medaille an Kirchenmusiker/-innen, die länger als 24 Jahre lang in ihr tätig sind.

## Veröffentlichungen (Auswahl)
- Einführung in Bachs h-moll-Messe. Bärenreiter, Kassel 1974.
- Die Bachforschung seit etwa 1965. Ergebnisse – Probleme – Aufgabe. In: Acta Musicologica. Band 55, (Basel) 1983, Nr. 1, S. 1–58.
- Kirche und Musik. Gesammelte Aufsätze zur Geschichte der gottesdienstlichen Musik. Hrsg. von Erich Hübner und Renate Steiger. Göttingen 1979.
- Johann Walter. Leben und Werk. Höchst 1991.
- Musikalische Gattungen in Einzeldarstellungen. Band 2: Die Messe. Kassel 1991.
- Das Weihnachtsoratorium von Johann Sebastian Bach. Kassel 1999.
- Heinrich Schütz in seiner Zeit. Hrsg. von Walter Blankenburg. Wissenschaftliche Buchgesellschaft, Darmstadt 1985.